# Бузулуки
Бузулуки (укр. Бузулуки) — село,
Гуляйпольский сельский совет,
Криничанский район,
Днепропетровская область,
Украина.
Код КОАТУУ — 1222082004. Население по переписи 2001 года составляло 25 человек.

## Географическое положение
Село Бузулуки находится на левом берегу реки Базавлук,
выше по течению на расстоянии в 3 км расположено село Гуляйполе,
ниже по течению на расстоянии в 3 км расположено село Владимировка (Николаевский сельский совет),
на противоположном берегу — село Березино.
По селу протекает пересыхающий ручей с запрудой.

## История
- В 1946 г. село Зельбаховка переименовано в Бузулуки[2].

Еврейская земледельческая колония «Поселок 102/1» была включена в черту села Бузулуки.